# Ancistrorhynchus laxiflorus
Ancistrorhynchus laxiflorus är en orkidéart som beskrevs av Rudolf Mansfeld. Ancistrorhynchus laxiflorus ingår i släktet Ancistrorhynchus och familjen orkidéer.
Artens utbredningsområde är Tanzania. Inga underarter finns listade i Catalogue of Life.